# Athetis punctirena
Athetis punctirena là một loài bướm đêm trong họ Noctuidae.